# Diacamma palawanicum
Diacamma palawanicum é uma espécie de formiga do gênero Diacamma, pertencente à subfamília Ponerinae.